# 佐伯景弘
佐伯 景弘（さえき の かげひろ、生没年不詳）は、平安時代末期から鎌倉時代初期にかけての人物。佐伯頼信の子。厳島神社の神主。

## 生涯
佐伯氏（佐伯直・佐伯朝臣）は厳島神社社家で、父・頼信も神主を務めた。
平清盛に接近し、その家人として活躍する。長寛2年（1164年）、景弘が史料に初見される時には、既に清盛と密接な関係にあった。景弘は、衰微していた厳島神社の興隆を目的に、早くから清盛に接近していたという。さらに久安2年（1146年）2月2日、清盛は安芸守に任命されており、それが契機となって両者の関係はより緊密となった。清盛の厳島神社への信仰は厚く、積極的な支援を行い社殿の修繕に寄与した。
景弘は社の郷司、地頭となって神宮の経営に関与し、清盛から平氏姓を名乗ることを許され、平氏の軍勢に従軍、源氏との戦いでは一貫して平氏を支持した。寿永元年(1182年)3月には在国のまま安芸守に補任された。平家方：寿永4年 / 源氏方：元暦2年（1185年）、壇ノ浦の戦いで平氏は滅亡したが、景弘は新たに台頭した源頼朝に接近し、その後も神主の役職にあった。文治4年（1188年）には頼朝に命ぜられて壇ノ浦で安徳天皇と共に海中に沈んだ宝剣の捜索を行った。

## 関連作品

### テレビ
- 平清盛（2012年、NHK大河ドラマ） - 演：温水洋一

### キャラクター
- さえき景弘くん（2012年、甲斐さゆみ） - 広島県広島市佐伯区のマスコットキャラクター。